# 宇波村
宇波村（うなみむら）は、かつて富山県氷見郡にあった村で、氷見市東北部の宇波地区にあたる。暖流によって比較的温暖な気候である為、北陸では珍しくみかんが栽培されており、日本最北端のみかん産地・灘浦みかんとして地元農協などで販売されている。
大境洞窟住居跡は海食洞にある洞窟遺跡で、この遺跡の調査で縄文文化と弥生文化の時間差が判明するなどの成果が得られ、現在では国指定史跡に指定されている。

## 沿革
- 1889年（明治22年）4月1日 - 町村制の施行により、射水郡宇波村、脇方村、小境村、大境村、白川村、五十谷村、戸津宮村及び大窪村の区域をもって、射水郡宇波村が発足する。
- 1896年（明治29年）3月29日 - 郡制の施行のため、射水郡の区域から分立して、氷見郡が発足により、氷見郡に所属となる。
- 1954年（昭和29年）4月1日 - 氷見市に編入する。

## 歴代村長
出典→
1. 荻野助右衛門（1889年6月25日 - 1901年6月23日）
2. 酒井小八郎（1901年7月3日 - 1904年8月21日）
3. 関昌平（1904年9月15日 - 1908年9月14日）
4. 扇谷喜三郎（1908年9月25日 - 1914年6月9日）
5. 萩原章（1914年6月22日 - 1918年6月21日）
6. 荻野五平（1918年7月11日 - 1919年11月16日）
7. 太田伊作（1919年12月16日 - 1922年6月28日）
8. 荻野庸平（1922年7月20日 - 1923年9月30日）
9. 谷野千秋（1923年10月19日 - 1927年10月18日）
10. 酒井治一（1927年11月8日 - 1931年11月7日）
11. 扇谷久一（1931年12月27日 - 1939年12月26日）
12. 関五郎（1939年12月27日 - 1944年12月26日）
13. 円仏幸次郎（1945年1月21日 - 1946年11月25日）
14. 扇谷貫一（1947年4月12日 - 1948年10月9日）
15. 谷野千秋（1948年11月13日 - 1951年11月6日）
16. 荻野一朗（1951年12月16日 - 1954年3月31日）